# Phyllachora diospyri
Phyllachora diospyri är en svampart som beskrevs av Ullasa 1969. Phyllachora diospyri ingår i släktet Phyllachora och familjen Phyllachoraceae.   Inga underarter finns listade i Catalogue of Life.